# Rafflesia philippensis
Rafflesia philippensis är en tvåhjärtbladig växtart som beskrevs av Francisco Manuel Blanco. Rafflesia philippensis ingår i släktet Rafflesia, och familjen Rafflesiaceae. Inga underarter finns listade i Catalogue of Life.